# Киселево (Дорогобужский район)
Киселево — Деревня в Дорогобужском районе Смоленской области России. Входит в состав Усвятского сельского поселения. 
Население — 0 жителей (2007 год). 
Расположена в центральной части области в 10 км к востоку от Дорогобужа, в 1,5 км севернее автодороги Р134 «Старая Смоленская дорога», на берегу реки Днепр. В 17 км севернее от деревни находится железнодорожная станция Вышегор на линии Москва-Минск. 

## История
В годы Великой Отечественной войны деревня была оккупирована гитлеровскими войсками в октябре 1941 года, освобождена в сентябре 1943 года.